# Anorthoa
Anorthoa là một chi bướm đêm thuộc họ Noctuidae.

## Các loài
- Anorthoa angustipennis (Monima, 1926)
- Anorthoa fabiani (Hreblay & Ronkay, 1998)
- Anorthoa munda – Twin-Spotted Quaker (Denis & Schiffermüller, 1775)
- Anorthoa rubrocinerea (Hreblay & Ronkay, 1998)